# Большеазясьское восстание
Большеазясьское восстание — крестьянское выступление в Поволжье в период «военного коммунизма», носившее религиозно-монархический характер, возможно национально-освободительный, известно об активном участии мордвы в восстании.. Началось 28 февраля 1919 года в селе Большой Азясь Краснослободского уезда Пензенской губернии в базарный день. В нём участвовали крестьяне Большеазясьской и прилегающих к ней волостей Наровчатского уезда (около 4 тысяч человек и 200 повозок). Организатор — секта «Новый Израиль» (около 30 тысяч человек во главе с Д. Фокиным), которая вела тайную антисоветскую пропаганду в течение 1918 года. Выступление прошло в виде шествия с религиозным песнопением под монархическими и пасхальными лозунгами, с изображениями Михаила Архангела, Николая II и митрополита Макария. По пути к Краснослободскому женскому монастырю на Флегонтовой горе около села Волгапина демонстрацию атаковал вооружённый отряд коммунистов из Большеазясьской, Михайловской, Покровской, Тороповской, Высокинской партийных ячеек. Более 20 повстанцев было убито, 100 ранено. Подстрекатели выступления задержаны 5 марта. На следующий день Краснослободский исполком создал специальную комиссию, которая совместно с губернским отрядом красноармейцев и представителями ГЧК расследовала случившееся. По приговору комиссии Фокин был публично расстрелян, около 30 человек взяты под стражу. Секта ликвидирована в конце 1919 года.

## Источник
- Энциклопедия Мордовия, Л. А. Коханец.